# Trassligt havssnöre
Trassligt havssnöre (Apolemia uvaria) är en nässeldjur som beskrevs 1815 av Charles Alexandre Lesueur. Den är en kolonial organism som ensam placeras i släktet Apolemia, inom familjen Apolemiidae. Inga underarter finns listade i Catalogue of Life.

## Utseende och anatomi
Som med alla arter inom ordningen Siphonophora tyckas havssnören vara en enda organism, men varje exemplar är en koloni av specialiserade små organismer som kallas zooider. Zooiderna är fästa och fysiologiskt kopplade vid varandra så till den grad att de inte kan överleva ensamma.
Kolonin består av en central sträng som bär grupper av rosa och vita trådliknande tentakler med nässelceller, som klumpar ihop sig eller sträcker ut sig. Kolonin har en gasfylld blåsa i ena änden för flytkontroll och en uppsättning simklockor. Simklockorna är individuella djur som ger framdrivning till kolonin. Deras pulserande rörelser koordineras genom ett gemensamt nätverk av nerver. Kolonierna kan bli mycket långa, över 30 meter, men vid kusten uppträder de mestadels i form av centimeter- till meterlånga fragment, i undantagsfall upp till 5-7 meter.

## Utbredning och habitat
Arten lever pelagiskt och finns i hav över hela världen. De uppträder ofta vid ytan men kan också förekomma på djupare vatten.

### Förekomst i svenska vatten
Trassligt havssnöre är en inhemskt art som årligen förekommer vid bohuskusten under höst och vinter.

## Ekologi
Till skillnad från många andra arter inom ordningen föredrar trassligt havssnöre kallt vatten, men vilken salthalt som de klarar är oklart. Dessa havsrovdjur fungerar ungefär som ett drivgarn och sprider sina tentakler för att fånga plankton med hjälp av nervgift. Trassligt havssnöre kan också sända ut ljus, så kallad bioluminiscens, vilket syns likt mareld när det är mörkt.

## Trassligt havssnöre och människan
Tentaklerna ger människan smärtsamma stick och undviks bäst. I Norge har de haft påverkan på laxen då tentaklerna fastnar på gälarna vilket kan ge fiskarna skador som leder till bakteriella infektioner. 